# Antonia Giannotti
Antonia Giannotti, coniugata Pulci, anche nota come Antonia Tanini Pulci (Firenze, 1452 circa – 1501), è stata una poetessa e drammaturga italiana le cui opere furono ristampate varie volte nel XV e XVI secolo.

## Biografia
Suo padre era Francesco d'Antonio di Giannotto Tanini, un mercante, e sua madre Jacopa di Torello di Lorenzo Torelli, di Trastevere.
Nel 1470 o 1471 sposò Bernardo di Jacopo Pulci, che aveva una buona posizione all'università di Firenze ma dovette far fronte alla bancarotta della sua famiglia attingendo all'enorme dote della moglie.
Diventò famosa con alcune sacre rappresentazioni che però è possibile non fossero rappresentate a teatro al tempo.
Una di queste sacre rappresentazioni (Come San Francesco convertí i tre ladroni et fecionsi frati, che si suppone sia stata scritta nel 1492) è stata riscoperta e rappresentata, a Firenze, in occasione delle Celebrazioni per i festeggiamenti in onore di Lorenzo il Magnifico, nel 1992.
Alla morte del marito nel 1488, diventò un'ammantellata del terzo ordine. In seguito studiò latino con Francesco Dolciati, portandolo sulla professione religiosa. Infine, quando le fu restituita la dote, fondò un convento, che però fu distrutto solo trent'anni dopo e sostituito da uno meglio protetto.

## Opere
- Rappresentazione di santa Domitilla, Firenze, Antonio Miscomini, 1490.
- Rappresentazione di santa Domitilla, Firenze, Antonio Miscomini, 1495.
- Rappresentazione di san Francesco, Firenze, Bartolomeo de' Libri, 1495.
- Rappresentazione di santa Guglielma, Firenze, Bartolomeo de' Libri, 1495.